# 列舍特涅夫信息衛星系統公司
列舍特涅夫信息衛星系統公司（JSC Information Satellite Systems Reshetnev），俄羅斯人造衛星製造商，於1959年成立，總部設於热列兹诺戈尔斯克（位於克拉斯诺亚尔斯克边疆区的一个保密行政区），曾製造過27套航天系統和上千隻人造衛星，亦是格洛纳斯系统（GLONASS）的發展商。

## 外部連結
- 维基共享资源上的相關多媒體資源：列舍特涅夫信息衛星系統公司
- 官方网站 （英語）
- 官方网站 （俄語）